# ماتیاس وینیا
ماتیاس نیکولاس وینیا سوسپرگوی (اسپانیایی: Matías Nicolás Viña Susperreguy‎؛ زادهٔ ۹ نوامبر ۱۹۹۷) بازیکن فوتبال اهل اروگوئه است که به صورت قرضی برای باشگاه ساسولو بازی می‌کند.
وی همچنین ۳۵ بازی ملی با تیم ملی فوتبال اروگوئه در کارنامه دارد.

## آمار ملی

### بازی‌های ملی
تا تاریخ ۲۱ نوامبر ۲۰۲۳
| اروگوئه | اروگوئه | اروگوئه | اروگوئه |
| سال     | بازی    | گل      | پاس گل  |
| ------- | ------- | ------- | ------- |
| ۲۰۱۹    | ۶       | ۰       | ۲       |
| ۲۰۲۰    | ۳       | ۰       | ۰       |
| ۲۰۲۱    | ۱۲      | ۰       | ۰       |
| ۲۰۲۲    | ۷       | ۰       | ۰       |
| ۲۰۲۳    | ۷       | ۰       | ۱       |
| مجموع   | ۳۵      | ۰       | ۳       |